# Algèbre étale
En mathématiques, une algèbre étale sur un corps commutatif K est une K-algèbre produit d'un nombre fini d'extensions finies séparables de K. 
Les algèbres étales sur K ne sont autres que les algèbres séparables commutatives sur K.

## Exemples
Voici des exemples d'algèbres étales sur K :
- Pour tout entier positif ou nul n, l'algèbre produit Kn de n copies de K. En particulier :
  - le corps de base K,
  - l'algèbre triviale {0}.
- Les extensions séparables de degré fini K. Si la caractéristique de K est nulle (par exemple si K = R ou si K = C), alors toute extension de degré fini de K est séparable.
- Sur le corps R des nombres réels, les algèbres étales sont de la forme Rn × Cp, où n et p sont des entiers positifs ou nuls.

On dit qu'une algèbre étale A sur K est déployée (split en anglais) si elle est isomorphe à Kn, où n est la dimension de A sur K. Si K est algébriquement clos (par exemple si K est le corps des nombres complexes) ou plus généralement séparablement clos, toute algèbre étale sur K est déployée.

## Propriétés
- Toute sous-algèbre (unitaire) d'une algèbre étale est étale.
- L'algèbre produit d'une famille finie d'algèbres étales est étale.
- Le produit tensoriel de deux algèbres étales (ou plus généralement d'une famille finie d'algèbres étales) est une algèbre étale.
- Si L est un surcorps commutatif de K, alors la L-algèbre L ⊗K A déduite de A par extension des scalaires de K à L est étale.
- Soit L une extension finie de K et A une algèbre sur K. Pour que la K-algèbre sous-jacente à A soit étale, il faut et il suffit que la L-algèbre A soit étale et que l'extension L de K soit séparable (la dernière condition est satisfaite si la caractéristique de K est nulle).

## Algèbres étales quadratiques
Une algèbre étale est dite quadratique si sa dimension sur K est égale à 2. Les algèbres étales quadratiques sur K sont les extensions quadratiques séparables de K  (si la caractéristique de K est différente de 2, toute extension quadratique de K est séparable) et l'algèbre K × K.
Exemples.
- Si K est algébriquement clos, la seule algèbre étale quadratique sur K est K × K (à isomorphisme près).
- Sur R, les algèbres étales quadratiques sont R × R et C.

Si A est une algèbre étale quadratique sur K, elle a exactement deux automorphismes de K-algèbre. Celui différent de l'identité, appelé la conjugaison de A, est donc involutif. Par exemple, la conjugaison de K × K envoie (x, y) sur (y, x) et la conjugaison de C est la conjugaison usuelle des nombres complexes.